# 天氣廣播站
天氣廣播站（英語：Weather On-Air）為香港天文台在2013年12月30日起成立的團隊，製作電視天氣節目為市民講解天氣，並於天文台YouTube頻道上載。旨在提供一個親切溝通渠道，讓市民了解天氣變化。

## 簡介
天文台早在1987年開始與亞洲電視合作，每星期五派科學主任主持現場直播的電視天氣節目《天氣一週》，隨後服務擴展至一星期五天在各電視台的早晨節目中現場直播講述天氣。。1995年，電視天氣節目移師至天文台的自設錄影室拍攝。
此外，天文台在2009年設立YouTube頻道。2009年12月22日起更逢星期五上載影片，片段分為三部份，首先回顧過去一星期天氣；其後介紹天氣知識或天文台動向等（與現時製作的《氣象冷知識》目的接近）；最後會展望週末的天氣。2011年4月29日起以16:9製作。在2013年12月27日最後一次以此類形式播出。
從2013年12月30日起，天文台為香港的電視天氣節目揭開新的一頁，成立了「天氣廣播站」團隊，添置新的攝錄器材，自行製作高清天氣節目，統一向各電視台提供免費電視天氣服務，並經天文台流動應用程式「我的天文台」及天文台網頁直接向公眾發送天氣節目。星期一至六07:00及星期一至五18:00上載天氣報告節目至官方YouTube頻道，各電視台早晨節目亦會播出，並取代以往現場直播講述天氣的做法。同時於逢星期五下午上載《氣象冷知識》節目，取代原星期五上載的天氣報告短片。
2015年6月29日起，天文台啟用新天氣圖像系統製作電視天氣節目，透過三維地形圖及電腦模擬技術，更立體、更直觀及更生動地展現天氣的變化。2016年4月7日起增加星期一至六上午8時一節天氣。2020年12月27日起增加在星期日上午8時播出一節天氣，自此開始早上天氣節目改為每天播出。2021年12月5日起亦增加星期日上午7時播出一節天氣。

## 節目主持
| 高級科學主任 | 高級科學主任 | 高級科學主任 | 高級科學主任 | 高級科學主任 |
| ------------ | ------------ | ------------ | ------------ | ------------ |
| 蔡子淳       | 楊國仲       | 李淑明       | 李子祥       | 蔡振榮       |
| 張冰         | 唐宇煇       |              |              |              |
| 科學主任     |              |              |              |              |
| 陳恩進       | 莊思寧       | 梁恩瑜       | 何俊傑       | 梁麗儷       |
| 梁浩明       | 呂旭昇       | 李鳳瑩       | 陳兆偉       | 黎宏駿       |
| 譚曉晴       | 謝威寶       | 陳維洵       | 張佳駿       | 沈志泰       |
| 林學賢       | 吳彥琳       | 岑翊琳       | 林銘津       | 郝孟騫       |
| 江如秋       | 許大偉       |              |              |              |
| 高級學術主任 |              |              |              |              |
| 鄭仲材       | 周真源       |              |              |              |
| 學術主任     |              |              |              |              |
| 黃啟之       | 嚴嘉兒       | 李智鴻       | 蘇志維       |              |

## 電視天氣節目上載及播出時間
| 平台/主要播出頻道 | 平台/主要播出頻道  | 上載或播出時間                  | 上載或播出時間                                                       | 上載或播出時間                     | 備註           |
| 平台/主要播出頻道 | 平台/主要播出頻道  | 早晨節目（第一節）              | 早晨節目（第二節）                                                   | 黃昏節目                           | 備註           |
| ----------------- | ------------------ | ------------------------------- | -------------------------------------------------------------------- | ---------------------------------- | -------------- |
| 社交網絡 上載時間 | 天文台YouTube頻道  | 星期一至日約07:00               | 星期一至日約08:00                                                    | 星期一至星期五約18:00              |                |
| 社交網絡 上載時間 | 天文台Facebook專頁 | 星期一至五（工作日）約07:00     | 星期一至五（公眾假期）、星期六及日08:00                              | 星期五約18:00                      |                |
| 電視台 播放時間   | 港台電視31         | 星期一至日07:00 星期一至五07:30 | 星期一至五08:05、10:00 星期六、日08:00、09:30 星期一至日08:30、09:00 | 星期一至五18:30                    |                |
| 電視台 播放時間   | 無綫翡翠台         | 星期一至六06:53/07:23           | 不安排播出                                                           | 不安排播出                         | 新聞時段內播出 |
| 電視台 播放時間   | 無綫新聞台         | 星期一至日06:53/07:23           | 不安排播出                                                           | 不安排播出                         | 新聞時段內播出 |
| 電視台 播放時間   | ViuTV              | 星期一至日07:25、07:55          | 星期一至五08:25、08:55                                               | 一般不安排播出                     | 新聞時段內播出 |
| 電視台 播放時間   | Now新聞台          | 星期一至日07:25、07:55          | 星期一至星期日08:25、08:55                                           | 星期一至五20:20、20:50             | 新聞時段內播出 |
| 電視台 播放時間   | Now財經台          | 星期一至日07:25、07:55          | 星期一至星期日08:25、08:55                                           | 星期一至五（公眾假期）20:20、20:50 | 新聞時段內播出 |
| 電視台 播放時間   | HOY資訊台          | 不安排播出                      | 不安排播出                                                           | 星期一至五18:25、20:25、20:55      | 新聞時段內播出 |

1. ↑  若星期五為公眾假期則改為同一星期之星期四上載；若星期四及五均為公眾假期則改為同一星期之星期三上載；如此類推

## 氣象冷知識
「天氣廣播站」除了常規天氣預報外，亦會在逢星期五的黃昏節目中會加入《氣象冷知識》（英語：Cool Met Stuff），以增強公眾對氣象的認識，並希望藉此提升市民的防災意識。

## 新聞發佈會
當出現惡劣天氣、寒潮或海嘯時，天文台會安排新聞發佈會，由當值（高級）科學主任主持。提醒市民採取應變措施。一般在包括但不限於以下情況下會安排新聞發佈會：
- 農曆新年假期前。
- 天氣轉涼、寒潮或持續寒冷天氣出現前。
- 黑色暴雨警告信號生效（2016年10月19日及2023年9月7-8日除外；2024年起每小時均安排新聞發佈會）。
- 一號、三號熱帶氣旋警告信號生效期間（於下午12時及下午5時或6時安排新聞發佈會）。
- 八號或以上熱帶氣旋警告信號生效期間（每小時整點均安排新聞發佈會）。
- 天文台發出海嘯報告或警告。

新聞發佈會會透過傳媒發放，惟經刪剪並作為新聞報道內容播出。2014年起天文台會上載粵語及英語完整版到官方YouTube頻道，2018年起部份粵語完整版會加上字幕上載至天文台Facebook專頁。
| 日期           | 主持   | 內容                                          |
| 2010年2月12日  | 莫慶炎 | 農曆新年假期（2月13日至16日）天氣展望         |
| 2010年4月23日  | 李炳華 | 4月22日「石湖風」                             |
| 2010年11月19日 | 胡宏俊 | 11月19日后海灣2.8級地震                       |
| 2011年2月2日   | 李淑明 | 農曆新年假期（2月3日至6日）天氣展望           |
| 2011年3月11日  | 黃永德 | 3月11日日本附近猛烈地震及其海嘯               |
| 2011年3月15日  | 梁榮武 | 日本核意外有關香港輻射監測情況                |
| 2011年6月10日  | 陳世倜 | 熱帶氣旋莎莉嘉                                |
| 2011年7月29日  | 梁延剛 | 熱帶氣旋洛坦                                  |
| 2012年1月20日  | 梁延剛 | 農曆新年假期（1月22日至25日）天氣展望         |
| 2012年6月29日  | 林學賢 | 熱帶氣旋杜蘇芮                                |
| 2012年8月17日  | 馬偉民 | 熱帶氣旋啟德                                  |
| 2012年8月24日  | 李淑明 | 熱帶氣旋天秤                                  |
| 2012年9月28日  | 李淑明 | 中秋及國慶假期（9月30日至10月2日）天氣展望    |
| 2012年12月28日 | 林靜芝 | 預料12月29日至1月2日的寒冷天氣                |
| 2013年2月8日   | 李淑明 | 農曆新年假期（2月10日至13日）天氣展望         |
| 2013年6月14日  | 林靜芝 | 南海北部低壓區                                |
| 2013年6月21日  | 宋文娟 | 熱帶氣旋貝碧嘉                                |
| 2013年7月19日  | 宋文娟 | 南海北部低壓區                                |
| 2013年8月2日   | 莫慶炎 | 熱帶氣旋飛燕                                  |
| 2013年9月19日  | 莫慶炎 | 中秋節（9月19日）天氣及賞月錦囊、熱帶氣旋天兔 |
| 2013年11月1日  | 黃永德 | 熱帶氣旋羅莎                                  |

| 日期及時間                                            | 主持   | 內容                                                                   |
| 2014年                                                |        |                                                                        |
| 2月7日下午4時15分                                     | 陳栢緯 | 預料2月10日至14日的寒冷天氣                                            |
| 3月30日晚上                                           | 宋文娟 | 3月30日暴雨及冰雹                                                      |
| 5月8日下午11時30分                                    | 莫慶炎 | 5月8日暴雨                                                             |
| 6月14日下午6時                                        | 莫慶炎 | 熱帶氣旋海貝思                                                         |
| 6月15日下午12時                                       | 李淑明 | 熱帶氣旋海貝思                                                         |
| 7月16日下午6時                                        | 李淑明 | 熱帶氣旋威馬遜                                                         |
| 7月17日至18日的下午12時及6時                          | 李子祥 | 熱帶氣旋威馬遜                                                         |
| 9月7日下午12時及6時                                   | 林靜芝 | 熱帶低氣壓                                                             |
| 9月15日下午12時及6時                                  | 宋文娟 | 熱帶氣旋海鷗                                                           |
| 9月15日下午11時至16日上午6時逢整點                    | 李淑明 | 熱帶氣旋海鷗                                                           |
| 9月16日上午8時至11時及下午6時                         | 李子祥 | 熱帶氣旋海鷗                                                           |
| 12月15日下午6時                                       | 宋文娟 | 預料12月17日及18日的寒冷天氣                                           |
| 2015年                                                |        |                                                                        |
| 5月26日下午12時                                       | 李淑明 | 5月26日暴雨                                                            |
| 6月22日下午12時及6時                                  | 林靜芝 | 熱帶氣旋鯨魚                                                           |
| 7月8日下午12時及6時                                   | 李淑明 | 熱帶氣旋蓮花                                                           |
| 7月9日下午12時、5時、6時及7時                         | 宋文娟 | 熱帶氣旋蓮花                                                           |
| 7月9日下午8時、9時及10時                              | 李淑明 | 熱帶氣旋蓮花                                                           |
| 10月2日下午5時10月3日下午12時及5時                    | 李淑明 | 熱帶氣旋彩虹                                                           |
| 10月4日下午12時及5時                                  | 莫慶炎 | 熱帶氣旋彩虹                                                           |
| 11月24日下午5時                                       | 李子祥 | 預料11月25日至27日的清涼天氣                                           |
| 2016年                                                |        |                                                                        |
| 1月21日下午5時                                        | 莫慶炎 | 預料1月22日至26日強烈寒潮的嚴寒天氣                                    |
| 2月4日下午5時                                         | 林靜芝 | 預料2月5日至8日（農曆新年前夕及年初一）的寒冷天氣                      |
| 3月7日下午6時                                         | 李子祥 | 解釋北極濤動與香港寒冷天氣關係，以及預料3月10日至12日的寒冷天氣        |
| 3月9日下午6時                                         | 李淑明 | 預料3月10日至12日的寒冷天氣                                            |
| 3月22日下午5時                                        | 林靜芝 | 預料3月25日至27日的寒冷天氣                                            |
| 3月24日下午12時                                       | 陳栢緯 | 預料3月25日至27日的寒冷天氣                                            |
| 4月13日下午5時                                        | 李淑明 | 4月13日大雨，並解釋沒有改發更高暴雨信號原因                            |
| 5月10日下午12時                                       | 李淑明 | 5月10日大雨                                                            |
| 5月26日下午12時及5時                                  | 李子祥 | 熱帶低氣壓                                                             |
| 7月8日下午5時                                         | 黃永德 | 當日受熱帶氣旋尼伯特下沉氣流影響的酷熱天氣                             |
| 7月26日下午12時及5時                                  | 李子祥 | 熱帶氣旋銀河                                                           |
| 7月30日下午6時                                        | 林靜芝 | 熱帶氣旋妮妲及7月30日冰雹                                              |
| 7月31日下午5時8月1日下午12時及5時                     | 林靜芝 | 熱帶氣旋妮妲                                                           |
| 8月1日下午10時至2日上午7時逢整點                      | 宋文娟 | 熱帶氣旋妮妲                                                           |
| 8月2日上午8時至下午1時逢整點及5時                     | 李淑明 | 熱帶氣旋妮妲                                                           |
| 8月17日下午12時、5時8月18日下午12時                   | 李子祥 | 熱帶氣旋電母                                                           |
| 9月13日下午12時9月14日下午12時及5時                   | 林靜芝 | 熱帶氣旋莫蘭蒂                                                         |
| 9月28日下午12時及5時                                  | 李淑明 | 熱帶氣旋鮎魚                                                           |
| 10月6日下午5時                                        | 宋文娟 | 熱帶氣旋艾利                                                           |
| 10月7日下午12時及5時                                  | 黃永德 | 熱帶氣旋艾利                                                           |
| 10月8日下午12時及5時                                  | 李子祥 | 熱帶氣旋艾利                                                           |
| 10月17日下午12時及5時                                 | 宋文娟 | 熱帶氣旋莎莉嘉；留意熱帶氣旋海馬動向                                   |
| 10月18日下午12時及5時                                 | 莫慶炎 | 熱帶氣旋莎莉嘉；提防熱帶氣旋海馬                                       |
| 10月20日下午12時及5時                                 | 李淑明 | 熱帶氣旋海馬                                                           |
| 10月21日上午7時                                       | 宋文娟 | 熱帶氣旋海馬                                                           |
| 10月21日上午8時至下午5時逢整點                        | 李子祥 | 熱帶氣旋海馬                                                           |
| 11月8日下午12時                                       | 李子祥 | 預料11月10日及11日的清涼天氣                                           |
| 11月22日下午5時                                       | 宋文娟 | 預料11月23日及24日的清涼天氣                                           |
| 2017年                                                |        |                                                                        |
| 1月27日中午12時                                       | 林靜芝 | 農曆新年假期（1月28日至31日）天氣展望                                  |
| 5月24日下午5時                                        | 黃永德 | 5月24日暴雨                                                            |
| 6月12日下午12時、5時、6時及7時                        | 宋文娟 | 熱帶氣旋苗柏                                                           |
| 6月12日下午8時至6月13日上午5時逢整點                  | 林靜芝 | 熱帶氣旋苗柏                                                           |
| 6月13日下午12時                                       | 李子祥 | 熱帶氣旋苗柏                                                           |
| 7月22日下午5時7月23日上午10時至下午1時逢整點          | 李淑明 | 熱帶氣旋洛克                                                           |
| 8月22日下午12時及5時                                  | 林靜芝 | 熱帶氣旋天鴿及受其下沉氣流影響的酷熱天氣                               |
| 8月22日上午6時及7時                                   | 李淑明 | 熱帶氣旋天鴿                                                           |
| 8月22日上午8時至下午5時逢整點                         | 李子祥 | 熱帶氣旋天鴿                                                           |
| 8月25日下午5時8月26日下午12時及5時                    | 李淑明 | 熱帶氣旋帕卡                                                           |
| 8月27日上午5時至7時逢整點                             | 李子祥 | 熱帶氣旋帕卡                                                           |
| 8月27日上午8時至下午2時逢整點及5時                    | 李淑明 | 熱帶氣旋帕卡                                                           |
| 9月2日下午12時及5時9月3日下午12時及5時9月4日下午12時  | 黃永德 | 熱帶氣旋瑪娃                                                           |
| 9月24日下午12時及5時                                  | 李淑明 | 熱帶低氣壓                                                             |
| 10月14日下午12時及5時                                 | 李淑明 | 熱帶氣旋卡努                                                           |
| 10月15日上午9時至下午7時逢整點                        | 李子祥 | 熱帶氣旋卡努                                                           |
| 2018年                                                |        |                                                                        |
| 1月8日下午12時                                        | 李子祥 | 預料1月9日至12日的寒冷天氣                                             |
| 1月26日下午5時                                        | 宋文娟 | 預料1月29日至2月4日的持續寒冷天氣                                      |
| 1月31日下午5時                                        | 李淑明 | 預料當日至2月7日的嚴寒至寒冷天氣；1月31日月全食觀賞情況                |
| 5月21日下午5時                                        | 宋文娟 | 2018年5月香港熱浪及展望佛誕（5月22日）天氣                             |
| 5月25日下午5時                                        | 李淑明 | 2018年5月香港熱浪                                                      |
| 6月4日下午5時                                         | 林學賢 | 熱帶氣旋艾雲尼                                                         |
| 6月5日下午12時及5時                                   | 宋文娟 | 熱帶氣旋艾雲尼                                                         |
| 6月6日下午12時及5時                                   | 李子祥 | 熱帶氣旋艾雲尼                                                         |
| 6月7日下午12時                                        | 林學賢 | 熱帶氣旋艾雲尼                                                         |
| 6月7日下午5時6月8日下午12時及5時                      | 李炳華 | 熱帶氣旋艾雲尼                                                         |
| 7月17日下午12時及5時7月23日下午5時                    | 李炳華 | 熱帶氣旋山神                                                           |
| 8月9日下午6時8月10日下午12時及5時8月11日下午12時及5時 | 李炳華 | 熱帶氣旋貝碧嘉                                                         |
| 8月12日下午12時及5時                                  | 楊國仲 | 熱帶氣旋貝碧嘉                                                         |
| 8月13日下午12時及5時                                  | 李炳華 | 熱帶氣旋貝碧嘉                                                         |
| 8月14日下午12時及5時                                  | 李淑明 | 熱帶氣旋貝碧嘉                                                         |
| 9月11日下午12時及5時                                  | 楊國仲 | 熱帶氣旋百里嘉                                                         |
| 9月12日下午12時及5時                                  | 林靜芝 | 熱帶氣旋百里嘉；儘早做好熱帶氣旋山竹防禦措施                           |
| 9月13日下午5時                                        | 李淑明 | 熱帶氣旋山竹（儘早做好防風措施）                                       |
| 9月14日下午12時                                       | 陳營華 | 熱帶氣旋山竹（儘早做好防風措施）                                       |
| 9月15日下午12時及5時                                  | 陳世倜 | 熱帶氣旋山竹                                                           |
| 9月16日上午2時至7時逢整點                             | 李淑明 | 熱帶氣旋山竹                                                           |
| 9月16日上午7時至下午7時逢整點                         | 李子祥 | 熱帶氣旋山竹                                                           |
| 9月16日下午7時至9月17日上午6時逢整點                  | 李淑明 | 熱帶氣旋山竹                                                           |
| 9月16日下午12時及5時                                  | 陳營華 | 熱帶氣旋山竹                                                           |
| 10月31日下午12時及5時                                 | 李淑明 | 熱帶氣旋玉兔                                                           |
| 11月1日下午12時及5時                                  | 陳栢緯 | 熱帶氣旋玉兔                                                           |
| 12月28日下午5時                                       | 李淑明 | 預料12月29日至1月3日的寒冷天氣                                         |
| 2019年                                                |        |                                                                        |
| 2月1日下午5時                                         | 李淑明 | 農曆新年假期（2月5日至7日）天氣展望                                    |
| 4月20日下午5時                                        | 李子祥 | 4月20日下午的暴雨及強陣風                                              |
| 7月2日下午5時                                         | 李炳華 | 熱帶氣旋木恩                                                           |
| 7月30日下午5時7月31日下午12時及2時至7時逢整點         | 李炳華 | 熱帶氣旋韋帕                                                           |
| 7月31日下午8時至8月1日上午12時逢整點                  | 李立信 | 熱帶氣旋韋帕                                                           |
| 8月1日下午12時及5時                                   | 林靜芝 | 熱帶氣旋韋帕                                                           |
| 8月24日下午5時                                        | 李子祥 | 熱帶氣旋白鹿及受其下沉氣流影響的酷熱及煙霞天氣                         |
| 8月25日下午12時及5時                                  | 李立信 | 熱帶氣旋白鹿                                                           |
| 8月28日下午5時                                        | 李炳華 | 熱帶氣旋楊柳                                                           |
| 8月29日下午12時                                       | 林靜芝 | 熱帶氣旋楊柳                                                           |
| 9月1日下午12時及5時                                   | 林靜芝 | 熱帶氣旋劍魚                                                           |
| 9月2日下午12時及5時                                   | 李淑明 | 熱帶氣旋劍魚                                                           |
| 2020年                                                |        |                                                                        |
| 1月23日下午5時                                        | 李炳華 | 農曆新年假期（1月25日至28日）天氣展望及預料1月27日至28日的寒冷天氣     |
| 2月14日下午12時                                       | 唐宇煇 | 預料2月16日至19日的寒冷天氣                                            |
| 6月6日上午7時                                         | 陳營華 | 6月6日凌晨暴雨                                                         |
| 6月12日下午5時                                        | 楊國仲 | 熱帶氣旋鸚鵡                                                           |
| 6月13日下午12時及5時6月14日下午12時                   | 江偉   | 熱帶氣旋鸚鵡                                                           |
| 8月1日下午12時及5時                                   | 林靜芝 | 熱帶氣旋森拉克                                                         |
| 8月18日下午12時及5時                                  | 江偉   | 熱帶氣旋海高斯                                                         |
| 8月18日下午11時至8月19日上午7時逢整點                 | 胡宏俊 | 熱帶氣旋海高斯                                                         |
| 8月18日上午8時至中午12時逢整點                        | 林靜芝 | 熱帶氣旋海高斯                                                         |
| 9月30日下午10時                                       | 陳營華 | 9月30日晚上暴雨                                                        |
| 10月12日下午12時及5時半                               | 李炳華 | 熱帶氣旋浪卡                                                           |
| 10月13日上午6時及7時                                  | 張冰   | 熱帶氣旋浪卡                                                           |
| 10月13日上午8時至下午7時逢整點                        | 胡宏俊 | 熱帶氣旋浪卡                                                           |
| 10月23日下午12時及5時                                 | 張冰   | 熱帶氣旋沙德爾                                                         |
| 12月28日下午5時                                       | 李子祥 | 預料12月30日至2021年1月1日強烈寒潮的嚴寒天氣                           |
| 2021年                                                |        |                                                                        |
| 1月6日下午5時                                         | 李子祥 | 預料1月7日晚上至13日的寒冷天氣                                         |
| 6月11日下午5時                                        | 李淑明 | 熱帶氣旋小熊                                                           |
| 6月12日下午12時                                       | 唐宇煇 | 熱帶氣旋小熊                                                           |
| 6月28日上午10時                                       | 李炳華 | 6月28日早上暴雨                                                        |
| 7月6日下午12時及5時                                   | 江偉   | 熱帶低氣壓（07W及08W）                                                 |
| 7月7日下午12時                                        | 唐宇煇 | 熱帶低氣壓（07W及08W）                                                 |
| 7月19日下午12時及5時                                  | 唐宇煇 | 熱帶氣旋查帕卡                                                         |
| 7月20日下午12時及5時                                  | 李炳華 | 熱帶氣旋查帕卡                                                         |
| 8月3日下午12時及5時                                   | 李炳華 | 熱帶氣旋盧碧                                                           |
| 8月4日下午12時及5時                                   | 楊國仲 | 熱帶氣旋盧碧                                                           |
| 10月8日下午12時及5時                                  | 江偉   | 熱帶氣旋獅子山及相關暴雨                                               |
| 10月9日上午7時                                        | 李子祥 | 熱帶氣旋獅子山                                                         |
| 10月9日上午8時至下午7時逢整點                         | 楊國仲 | 熱帶氣旋獅子山                                                         |
| 10月9日下午8時至10月10日上午5時逢整點                 | 李淑明 | 熱帶氣旋獅子山                                                         |
| 10月10日下午12時                                      | 林靜芝 | 熱帶氣旋獅子山                                                         |
| 10月11日下午6時                                       | 李子祥 | 東北季候風及熱帶氣旋圓規（儘早做好防風措施）                           |
| 10月12日下午12時、5時、6時、7時                       | 李子祥 | 熱帶氣旋圓規                                                           |
| 10月12日下午8時至10月13日上午7時逢整點                | 楊國仲 | 熱帶氣旋圓規                                                           |
| 10月13日上午8時至下午5時逢整點                        | 李淑明 | 熱帶氣旋圓規                                                           |
| 11月30日下午5時                                       | 李淑明 | 預料12月1日至3日的相當清涼天氣                                         |
| 12月17日下午5時                                       | 李淑明 | 熱帶氣旋雷伊的路徑預測                                                 |
| 12月20日下午12時及5時                                 | 楊國仲 | 熱帶氣旋雷伊                                                           |
| 12月21日下午12時                                      | 李淑明 | 熱帶氣旋雷伊                                                           |
| 12月21日下午12時                                      | 張冰   | 聖誕假期（12月25日至27日）天氣展望及預料12月26日至27日的寒冷天氣       |
| 2022年                                                |        |                                                                        |
| 1月28日下午5時                                        | 郝孟騫 | 農曆新年假期（1月31日至2月3日）天氣展望及預料1月30日至2月4日的寒冷天氣 |
| 2月18日下午5時                                        | 李子祥 | 預料2月19日至23日的寒冷天氣                                            |
| 3月31日下午5時                                        | 郝孟騫 | 預料4月1日至2日的相當清涼天氣                                          |
| 5月10日下午5時                                        | 李子祥 | 預料5月11日至13日的雷雨天氣                                            |
| 5月12日下午5時                                        | 李子祥 | 預料5月13日至15日的雷雨天氣                                            |
| 6月5日下午12時                                        | 郝孟騫 | 預料6月7日至10日的雷雨天氣                                             |
| 6月8日下午5時                                         | 柯銘強 | 當日的暴雨及長洲出現水龍捲；預料6月9日至11日的雷雨天氣                 |
| 6月29日下午5時                                        | 郝孟騫 | 熱帶氣旋暹芭                                                           |
| 6月30日下午12時及5時                                  | 張冰   | 熱帶氣旋暹芭                                                           |
| 7月1日下午12時、5時及8時                              | 蔡振榮 | 熱帶氣旋暹芭                                                           |
| 7月1日下午9時至7月2日上午7時逢整點                    | 唐宇煇 | 熱帶氣旋暹芭                                                           |
| 7月2日上午8時至下午5時逢整點                          | 柯銘強 | 熱帶氣旋暹芭                                                           |
| 7月3日下午12時及5時                                   | 陳營華 | 熱帶氣旋暹芭                                                           |
| 8月4日下午12時                                        | 張冰   | 熱帶低氣壓                                                             |
| 8月7日下午5時                                         | 唐宇煇 | 南海北部低壓區（及後發展為熱帶氣旋木蘭）的路徑預測                     |
| 8月9日下午12時及5時                                   | 郝孟騫 | 熱帶氣旋木蘭                                                           |
| 8月10日下午12時及5時                                  | 柯銘強 | 熱帶氣旋木蘭                                                           |
| 8月22日下午5時                                        | 唐宇煇 | 熱帶氣旋馬鞍（儘早做好防風措施）                                       |
| 8月23日下午12時                                       | 李淑明 | 熱帶氣旋馬鞍（儘早做好防風措施）                                       |
| 8月24日下午12時、5時及8時                             | 柯銘強 | 熱帶氣旋馬鞍                                                           |
| 8月24日下午9時至25日上午7時逢整點                     | 梁偉鴻 | 熱帶氣旋馬鞍                                                           |
| 8月25日上午8時、9時、10時及下午12時                   | 李淑明 | 熱帶氣旋馬鞍                                                           |
| 10月17日下午12時、5時                                 | 林學賢 | 熱帶氣旋納沙                                                           |
| 10月18日下午12時                                      | 李淑明 | 熱帶氣旋納沙                                                           |
| 10月31日下午12時及5時                                 | 蔡振榮 | 熱帶氣旋尼格                                                           |
| 11月1日下午12時及5時                                  | 郝孟騫 | 熱帶氣旋尼格                                                           |
| 11月2日下午12時、2時至7時逢整點                       | 梁恩瑜 | 熱帶氣旋尼格                                                           |
| 11月2日下午8時至3日上午5時逢整點                      | 唐宇煇 | 熱帶氣旋尼格                                                           |
| 12月16日下午5時                                       | 林學賢 | 預料12月17日至19日的寒冷天氣                                           |
| 2023年                                                |        |                                                                        |
| 7月15至16日的下午12時及5時                            | 李淑明 | 熱帶氣旋泰利                                                           |
| 7月16日上午1時至7時逢整點                             | 李子祥 | 熱帶氣旋泰利                                                           |
| 7月16日上午7時至下午5時逢整點                         | 蔡振榮 | 熱帶氣旋泰利                                                           |
| 7月27日下午12時及5時                                  | 蔡振榮 | 熱帶氣旋杜蘇芮                                                         |
| 7月28日下午12時                                       | 李淑明 | 熱帶氣旋杜蘇芮                                                         |
| 8月31日下午12時                                       | 李淑明 | 熱帶氣旋蘇拉                                                           |
| 9月1日上午3時至7時逢整點                              | 蔡振榮 | 熱帶氣旋蘇拉                                                           |
| 9月1日上午8時至下午7時逢整點                          | 李淑明 | 熱帶氣旋蘇拉                                                           |
| 9月1日下午8時至2日上午7時逢整點                       | 郝孟騫 | 熱帶氣旋蘇拉                                                           |
| 9月2日上午8時至下午5時逢整點                          | 蔡振榮 | 熱帶氣旋蘇拉                                                           |
| 9月4日下午12時及5時                                   | 蔡振榮 | 熱帶氣旋海葵                                                           |
| 9月5日下午12時及5時                                   | 李淑明 | 熱帶氣旋海葵                                                           |
| 9月14日上午11時                                       | 李淑明 | 9月14日早上暴雨                                                        |
| 10月5日下午12時及5時                                  | 郝孟騫 | 熱帶氣旋小犬                                                           |
| 10月6日下午12時及5時                                  | 李淑明 | 熱帶氣旋小犬                                                           |
| 10月7日下午12時及5時                                  | 江如秋 | 熱帶氣旋小犬                                                           |
| 10月8日下午12時至7時逢整點                            | 李子祥 | 熱帶氣旋小犬                                                           |
| 10月8日下午8時至9日上午7時逢整點                      | 何俊傑 | 熱帶氣旋小犬                                                           |
| 10月9日上午8時至下午12時逢整點、下午5時               | 江如秋 | 熱帶氣旋小犬                                                           |
| 2024年                                                |        |                                                                        |
| 1月19日下午5時                                        | 蔡振榮 | 預料1月22日至25日的寒冷天氣                                            |
| 2月7日下午5時                                         | 唐宇煇 | 農曆新年假期（2月10日至13日）天氣展望及預料2月8日至10日的寒冷天氣      |
| 4月3日下午12時                                        | 許大偉 | 4月3日花蓮7.3級地震所觸發之海嘯                                        |
| 5月31日下午12時及5時                                  | 李淑明 | 熱帶氣旋馬力斯                                                         |
| 6月1日下午12時及5時                                   | 蔡振榮 | 熱帶氣旋馬力斯                                                         |
| 7月21日下午12時及5時                                  | 楊國仲 | 熱帶氣旋派比安                                                         |
| 7月22日下午12時                                       | 陳營華 | 熱帶氣旋派比安                                                         |
| 9月4日下午12時及5時                                   | 楊國仲 | 熱帶氣旋摩羯                                                           |
| 9月5日下午12時、5時、6時及7時                         | 張冰   | 熱帶氣旋摩羯                                                           |
| 9月5日下午8時至6日上午7時逢整點                       | 唐宇煇 | 熱帶氣旋摩羯                                                           |
| 9月6日上午8時至下午1時逢整點、下午5時                 | 李子祥 | 熱帶氣旋摩羯                                                           |
| 10月25日下午12時及5時                                 | 李淑明 | 熱帶氣旋潭美                                                           |
| 10月26日下午12時及5時                                 | 蔡振榮 | 熱帶氣旋潭美                                                           |
| 11月8日下午5時                                        | 蔡振榮 | 熱帶氣旋銀杏                                                           |
| 11月9日下午12時及5時                                  | 郝孟騫 | 熱帶氣旋銀杏                                                           |
| 11月10日下午12時                                      | 楊國仲 | 熱帶氣旋銀杏                                                           |
| 11月12日下午12時及5時11月13日下午12時及5時            | 李淑明 | 熱帶氣旋桃芝                                                           |
| 11月14日上午12時至7時逢整點                           | 楊國仲 | 熱帶氣旋桃芝                                                           |
| 11月14日上午8時、9時、10時、12時及下午5時             | 唐宇煇 | 熱帶氣旋桃芝                                                           |
| 11月18日下午12時及5時                                 | 李淑明 | 熱帶氣旋萬宜                                                           |
| 11月19日下午12時及5時                                 | 郝孟騫 | 熱帶氣旋萬宜                                                           |
| 2025年                                                |        |                                                                        |
| 6月11日下午12時及5時                                  | 沈志泰 | 熱帶氣旋蝴蝶                                                           |
| 6月12日下午12時及5時                                  | 謝威寶 | 熱帶氣旋蝴蝶                                                           |
| 6月13日下午12時及5時                                  | 莊思寧 | 熱帶氣旋蝴蝶                                                           |
| 6月14日下午12時、1時及5時6月15日下午12時              | 李淑明 | 熱帶氣旋蝴蝶                                                           |
| 6月25日下午12時                                       | 唐宇煇 | 熱帶低氣壓                                                             |
| 6月26日下午5時                                        | 郝孟騫 | 熱帶低氣壓                                                             |
| 7月4日下午5時                                         | 李淑明 | 熱帶氣旋丹娜絲                                                         |
| 7月5日下午12時及5時                                   | 蔡振榮 | 熱帶氣旋丹娜絲                                                         |
| 7月6日下午12時                                        | 李淑明 | 熱帶氣旋丹娜絲                                                         |
| 7月9日下午5時                                         | 唐宇煇 | 預料7月10日及11日的雷雨天氣（丹娜絲殘餘及西南季候風共同影響）          |
| 7月19日下午12時及5時                                  | 沈志泰 | 熱帶氣旋韋帕                                                           |
| 7月20日上午12時至7時逢整點                            | 李淑明 | 熱帶氣旋韋帕                                                           |
| 7月20日上午8時至下午8時逢整點                         | 李鳳瑩 | 熱帶氣旋韋帕                                                           |
| 7月29日上午9時30分、10時30分及下午12時                | 蔡振榮 | 7月29日早上暴雨                                                        |
| 7月30日下午2時30分                                    | 許大偉 | 7月30日堪察加8.8級地震所觸發之海嘯                                     |
| 8月2日上午10時45分及11時45分                          | 李淑明 | 8月2日早上暴雨                                                         |
| 8月5日上午12時30分、1時30分、2時30分及6時45分         | 江如秋 | 8月4日晚上及8月5日暴雨                                                 |
| 8月5日上午7時至下午4時逢45分、下午5時15分             | 蔡振榮 | 8月4日晚上及8月5日暴雨                                                 |

## 主題音樂
主題曲由天文台員工親自創作和演奏，經內部比賽挑選，原供「天氣短片」使用。候選歌曲如下：
| 名次   | 中文名稱   | 英文名稱                | 作曲者           | 作曲者職位   | 外部音訊 |
| ------ | ---------- | ----------------------- | ---------------- | ------------ | -------- |
| 冠軍   | 天氣之聲   | Sound of weather        | 宋文娟           | 助理台長     |          |
| 亞軍   | 晴朗的一天 | Sunny day               | 黎秀琼 及 張永祥 | 見習科學助理 |          |
| 季軍   | 北角水溫28 | North Point sea temp 28 | 林俊明           | 科學助理     |          |
| 優異獎 | 雨中的彩虹 | Rainbow in the rain     | 張世傑           | 科學主任     |          |
| 優異獎 | 照耀小船   | Shining on the boat     | 梁嘉恩           | 見習科學助理 |          |

於「天氣短片」等影片中，五首歌曲皆曾經使用，現只使用「天氣之聲」作為主題曲。

### 《氣象冷知識》主題曲
天氣之聲
作曲：宋文娟（助理台長）
全長 1:14，使用 
 及 +
 拍子。
節目中通常使用 0:30~0:35 作為片頭曲或/和片尾曲。部分集數未使用。
您的浏览器不支持播放音频。您可以下载音频文件。
以上琴譜聲音檔案由維基百科自動產生。

## 外部連結
- YouTube上的香港天文台頻道
- 「天氣廣播站」電視天氣節目 （页面存档备份，存于）
- YouTube上的「天氣廣播站」播放列表
- YouTube上的「氣象冷知識」播放列表
- YouTube上的「新聞發佈會」播放列表

1. 1 2  YouTube上的天文台電視天氣節目新一頁
2. ↑  YouTube上的電視天氣服務三十年
3. ↑  YouTube上的圖像轉3D，天氣明多啲;-)
4. ↑  香港天文台. . 2015年6月29日  [2020年4月19日]. （原始内容存档于2018年5月20日）.
5. ↑  香港天文台. . 2016年4月7日  [2020年4月19日]. （原始内容存档于2019年10月23日）.
6. ↑  香港天文台. . 2020年12月25日.
7. 1 2  香港天文台. . 2010年11月5日  [2020年4月20日]. （原始内容存档于2019年10月25日） （中文（繁體））.
8. 1 2  香港天文台. . 2010年11月5日  [2020年4月20日]. （原始内容存档于2019年10月25日） （英语）.
9. ↑  香港天文台Facebook專頁. .   [16 July 2019]. （原始内容存档于2019-07-16） （粵語）.